# 新光路街道
新光路街道是中华人民共和国贵州省貴陽市乌当区下辖的一个街道办事处。

## 行政区划
新光路街道下辖以下村级行政区划单位：
山花社区、保利温泉新城社区、保利公园社区、新光社区、顺海村、北衙村。